# Jakob 2. af England
Jakob 2. og 7. (engelsk: James II and VII) (14. oktober 1633 – 16. september 1701) var konge af England og Irland som Jakob 2. og konge af Skotland som Jakob 7. fra 6. februar 1685 til han blev afsat under Den glorværdige revolution i 1688. Han var søn af Karl 1. og bror til Karl 2. og var den sidste katolik, som var regerende monark i disse lande.

## Biografi
Han blev holdt i fangenskab under Den engelske borgerkrig, men flygtede i 1648 til Holland og Frankrig. Efter broderens magtovertagelse i 1660 vendte han hjem og fik flere høje poster, bl.a. var han en udmærket og energisk flådechef (marineminister eller Lord High Admiral). .
Jakob var aktiv katolik fra ca. 1670 og var tæt på at blive forbigået som tronfølger men blev dog accepteret. Ved sin tronbestigelse i 1685 lovede han at respektere statskirken og knuste et oprørsforsøg fra sin nevø, hertugen af Monmouth, med bred støtte. Herefter slog han imidlertid ind på en bevidst prokatolsk linje, som vakte harme, og da han fik en søn med sin ligeledes katolske dronning Maria af Modena blev han afsat af parlamentet ved den såkaldte "Glorværdige Revolution" i 1688 og måtte rejse tilbage til Frankrig, hvor han fik ophold hos Ludvig 14. på Versailles Slottet.
Han forsøgte i 1689 at tilbageerobre magten i Irland, men blev slået af Vilhelm 3. af Oranien i Slaget ved Boyne 12. juli 1690 og tilbragte sine sidste år ved det franske hof.
Hans landflygtige efterkommere søgte indtil 1740'erne at genvinde i alt fald den skotske trone. Dele af det engelske tory-parti forblev længe loyale over for hans slægtslinje og blev derfor kaldt jakobitter.

## Titler
- 14. oktober 1633 - 6. februar 1685: Hertugen af York
- 10. maj 1659 - 6. februar 1685: Jarlen af Ulster
- 31. december 1660 - 6. februar 1685: Hertugen af Albany
- 6. februar 1685 - 11. december 1688: Hans Majestæt Kongen

## Eksterne links
- Wikimedia Commons har flere filer relateret til Jakob 2. af England

| Jakob 2.Huset StuartFødt: 14. oktober 1633 Død: 16. september 1701 |                                            |                                       |
| Titler som regent                                                  |                                            |                                       |
| Foregående: Karl 2.                                                | Konge af England 1685–1688                 | Efterfølgende: Vilhelm 3. og Maria 2. |
| Foregående: Karl 2.                                                | Konge af Skotland (som Jakob 7.) 1685–1688 | Efterfølgende: Vilhelm 3. og Maria 2. |
| Foregående: Karl 2.                                                | Konge af Irland 1685–1688                  | Efterfølgende: Vilhelm 3. og Maria 2. |